# Тель (археологія)

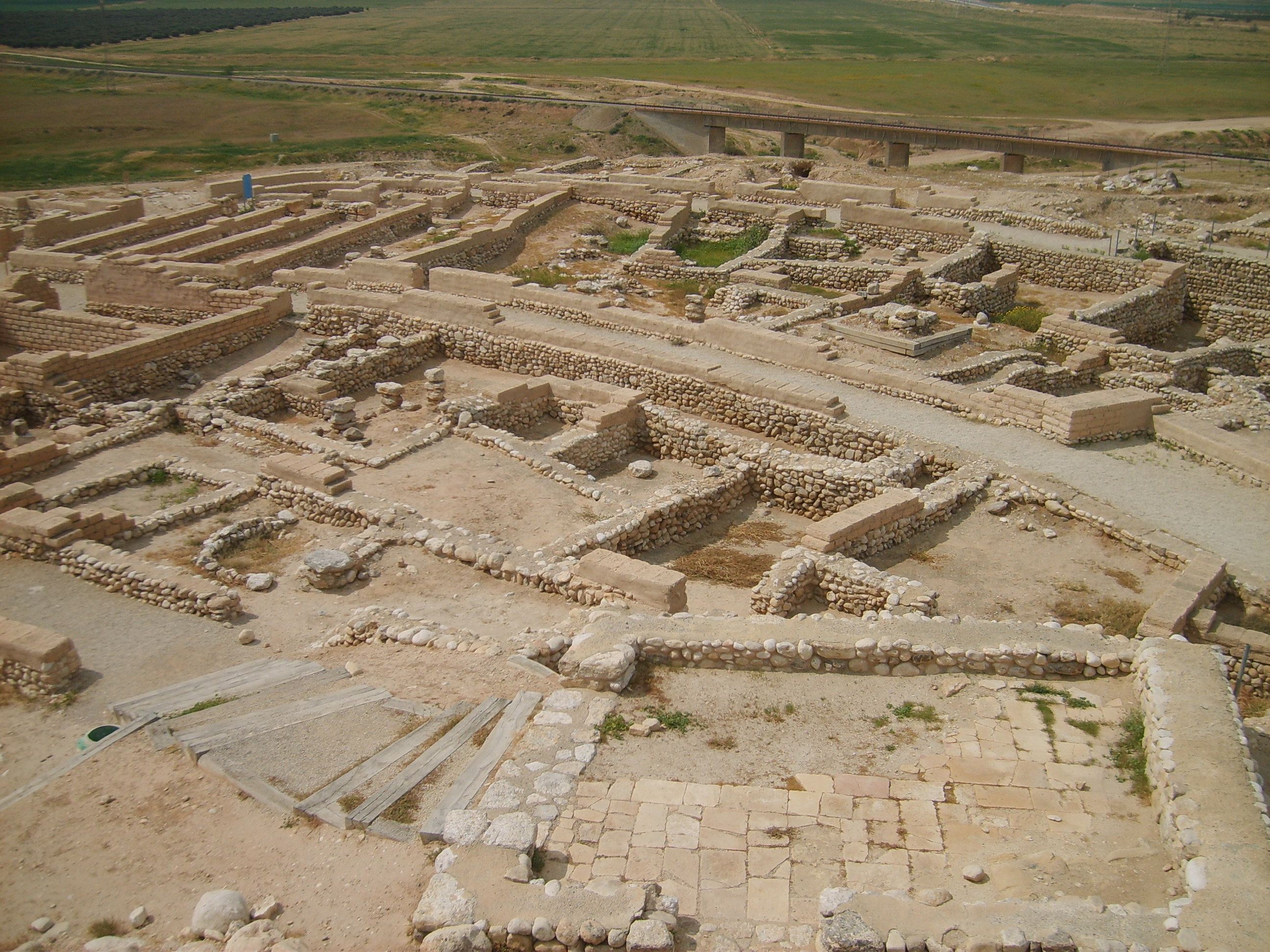
Тель-Беєр-Шева

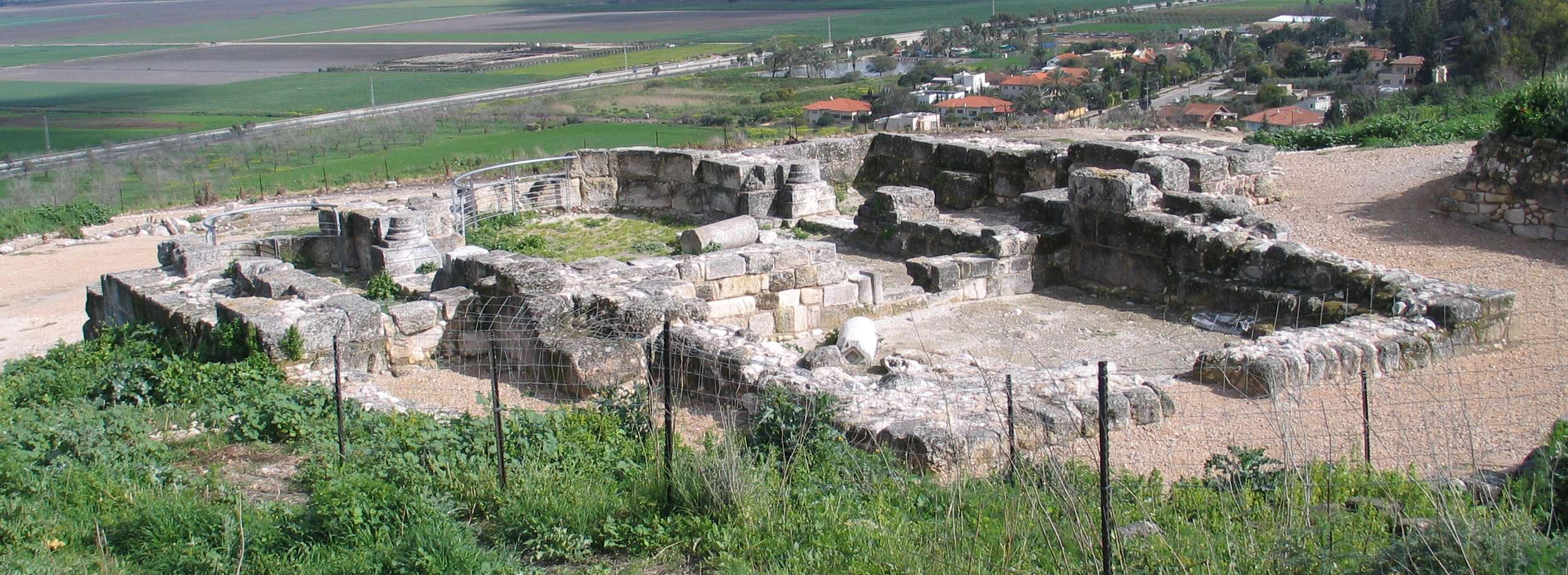
Тель Йокнеам

В археології, тель (від араб. تَل, івр. תל, що перекладається як пагорб, насип або курган) — штучний пагорб, що утворився над руїнами стародавніх міст. Стародавні міста існували сотні, а часто й тисячі років, за цей час на їхньому місті наростали археологічні шари досягаючи товщини кількох, а часом навіть кількох десятків метрів . Після загибелі таке місто засипалося піском та землею, заростало травою і утворювався пагорб. Також телями звуть природні пагорби на вершинах яких існували стародавні міста і які тому вкриті багатометровими шарами руїн.

## Найвідоміші
- Тель-Арад
- Тель-Касиле
- Тель-Афек
- Тель-Мегіддо
- Тель-Беєр-Шева
- Тель-Дан
- Курган-Тюбе

## У топоніміці
Слова тепе (депе) та тель входять до складу багатьох географічних назв (наприклад, селище міського типу Гекдепе в Туркменістані, Тель-Хацор та Тель-Авів в Ізраїлі).